# Stade Numa-Daly
 (septembre 2024).
Si vous disposez d'ouvrages ou d'articles de référence ou si vous connaissez des sites web de qualité traitant du thème abordé ici, merci de compléter l'article en donnant les références utiles à sa vérifiabilité et en les liant à la section « Notes et références ».
Le stade Numa-Daly, situé dans le quartier de Magenta à Nouméa en Nouvelle-Calédonie, dispose d'une capacité de 10 000 places, ce qui fait de lui le plus grand stade de l'île. Son nom fait référence à un célèbre footballeur calédonien.

## Histoire
En 1951, le club de l'Olympique achète à monsieur Steinmetz un terrain à Magenta pour construire un complexe vélodrome-stade. Les géomètres Dubois et Rolly délimitent le site. On fait appel à l'architecte allemand Herbert Shumann pour la conception du stade et des pelouses. Malgré les efforts déployés, le projet est trop important compte tenu des moyens disposés. Le projet de l'accueil des Jeux du Pacifique en 1966 et l'entregent de Roger Kaddour auprès du ministère des sports sont les opportunités qui permettent la construction d'un stade et d'un vélodrome dignes de ce nom.
L'architecture est confiée à Jacques Rampal ; il est inauguré lors de l'ouverture des Jeux du Pacifique sud de 1966.
La structure territoriale est gérée par la Direction de la jeunesse et des sports en Nouvelle-Calédonie.

## Numa Daly
Né en 1906, il intègre l'Olympique de Marseille durant ses études à l'École de Supérieure de Commerce. Sportif accompli, il pratique le football, le rugby, l'athlétisme et est président de nombreuses ligues. Avec le concours de Lucien Fontaine, il sera à l'initiative du futur stade de Magenta. Il meurt en 1992.

## Évènements
Ce stade accueille les matches de Super Ligue (Championnat néo-calédonien).
Le 31 mai 2008, à l'occasion du jubilé de Christian Karembeu, les Bleus de France 98, Zinédine Zidane en tête, affrontent une équipe composée d'amis océaniens et mélanésiens de Christian Karembeu (Team Karembeu) : victoire 8-2.
Lors des Jeux du Pacifique de 2011 en Nouvelle-Calédonie, il fut l'un des sites sportifs majeurs de la compétition. La Cérémonie d'ouverture, le tournoi de Rugby à 7, de Football (finale) et les épreuves d'Athlétisme se déroulèrent à Numa-Daly.